# ナパニー
ナパニー（英: Napanee）は、カナダ・オンタリオ州にある町。人口は1万5,132人（2001統計）。キングストンから西へ40kmほどのところにある。カナダの初代首相ジョン・A・マクドナルドが法学の研修を受けた場所としても知られており、州内で最も美しい町の1つとされている。

## 歴史
18世紀後半、英国王党派が入植し、1854年に町として組織される。

## 著名人
- アヴリル・ラヴィーン（ロック歌手）